# 陳琳
陳 琳（ちん りん）は、中国後漢末期の文官。建安七子の一人。字は孔璋。徐州広陵郡射陽県の出身。

## 生涯
はじめ何進に仕え、主簿を務めた。光熹元年（189年）、何進が宦官誅滅のため諸国の豪雄に上洛を促すことを図るとこれに反対したが、容れられなかった。
何進の死後は冀州に難を避け、袁紹の幕僚となる。袁紹は臧洪を包囲すると、帰順を迫る書簡を陳琳に書かせる。臧洪はその返書で陳琳のことを「故友」などと記しながら、帰順勧告は拒否し、陳琳と決別した。
建安5年（200年）、官渡の戦いに先立ち、袁紹が中原全土に配した曹操打倒の檄文を記した。曹操はこの檄文を読み「ここに書かれた曹操という人物像を考えると、読んだ自分でさえ怒り心頭に発する」と評している。また、この檄文は後世、南朝梁の『文選』に、名文として収められた。
建安7年（202年）の袁紹没後は末子の袁尚に仕える。争う袁譚と袁尚、双方の登用を拒否した崔琰が幽閉されると、その擁護に努めた。
建安9年（204年）、曹操に鄴城を包囲されると降伏の使者となるが、袁尚が許されることはなかった。鄴が陥落し曹操の前に引き立てられると、先に書いた曹操批判の檄文を読まされる。その内容は曹操のみならず、その父の曹嵩や祖父の曹騰までをも痛烈に批判するものだったが、曹操はこの檄文を誉めた上で「なぜわしの祖父や父まで辱めたか」と尋ねた。陳琳は「引き絞った矢は射ぬわけにはいきませぬ」と答えたため、曹操から許されたという。
以降は曹操に仕え、司空軍師祭酒、のち門下督となる。阮瑀とともに軍事や国政に関する多くの文書を記した。建安22年（217年）、疫病に罹って病死した。

## 評価
曹丕が著書『典論』の中で「現代の文学者の七人」の一人として名をあげ、陳琳は建安七子の一員として高名を馳せる。曹丕は呉質に送った手紙の中では「文章はとりわけ雄健だが、やや繁雑」と評している。また、曹植は楊修に送った手紙の中で「辞賦には熟達しておらず、うぬぼれから自分では司馬相如と同じ風格があると思いこんでいる」と評した。
同郷の張紘とは、文人としてお互いを称賛し合っている。
後世では唐の呉融が「陳琳墓」なる詩を作り、「筆先をほしいままにし自分の利益を得たが、あの世でどの面を提げて袁公にまみえるのか」と、その変節を非難している。